# Melandsvågen
Melandsvågen este o localitate din comuna Bømlo, provincia Hordaland, Norvegia, cu o suprafață de 0,83 km² și o populație de 650 locuitori (2013).